# Saint-Martin-des-Noyers
Saint-Martin-des-Noyers é uma comuna francesa na região administrativa da Pays de la Loire, no departamento de Vendéia. Estende-se por uma área de 41,74 km². Em 2010 a comuna tinha 2 465 habitantes (densidade: 59,1 hab./km²).